# Marc-Antoine Parseval des Chênes
Pour les articles homonymes, voir Parseval.
Marc-Antoine Parseval des Chênes, né le 27 avril 1755 à Rosières-aux-Salines et mort le 16 août 1836 à Paris, est un mathématicien français. On a donné son nom à l'égalité de Parseval, une formule fondamentale de la théorie des séries de Fourier.

## Biographie

### Jeunesse, poésie et politique
Parseval des Chênes naît à Rosières-aux-Salines, en France, dans une famille anoblie en 1752 par la charge de conseiller-secrétaire du roi. Plusieurs membres de sa famille sont des financiers fortunés, dont des fermiers généraux.
Il est le deuxième enfant d'Alexandre de Parseval, sieur des Chesnes (1718-1786), et de Scholastique Françoise de Chaumont, donc le frère aîné du poète François-Auguste de Parseval-Grandmaison (1759-1834). Il épouse Ursule Guérillot en 1795, mais divorce peu de temps après. Monarchiste, opposé à la Révolution française, il est emprisonné en 1792 ; plus tard il doit quitter le pays pour avoir publié des poèmes contestant Napoléon Ier.
Charles de Lacretelle décrit Parseval des Chênes en ces termes : « [Marc-Antoine Parseval des Chênes] possédait deux genres de talent qui semblent souvent s'exclure. Il ne manquait pas de verve poétique, et il était compté parmi les savants qui avaient pénétré le plus avant dans les profondeurs du calcul différentiel. La bizarrerie de ses goûts, plus encore que sa paresse, l'empêcha seule de s'y faire un nom. Dans une fable de sa façon, il faisait parler un loup qui, s'entretenant avec un conquérant, se vantait d'avoir plus d'humanité que lui ». Dans les mots de Parseval des Chênes :
Je n'expose jamais que ma personne seule, 

Et mon artillerie est toute dans ma gueule.

### Mathématiques
De 1796 à 1828, Parseval est cinq fois candidat à l'Académie des sciences, mais jamais élu. Ses seules productions mathématiques sont cinq mémoires de diverses années, tous publiés en 1806. C'est dans le second mémoire, qui est de 1799, qu'il affirme, mais ne démontre pas, le théorème qui porte maintenant son nom ; il dit que c'est une évidence et que cela lui a été suggéré par une méthode présentée par Euler dans ses Institutiones calculi differentialis (en) de 1755 ; une version améliorée apparaît dans le mémoire de 1801. Il l'utilise pour résoudre des équations différentielles. Le théorème est mentionné par écrit pour la première fois en 1800 par Sylvestre-François Lacroix. On ne peut quand même pas dire que Parseval anticipait le travail de Fourier
Jean-Baptiste Joseph Delambre décrit ainsi, mais à rebours, la généalogie du travail de Parseval : « M. Poisson a poussé plus loin la théorie de ce genre d'équations en y appliquant la méthode dont M. Laplace s'est servi en 1773 pour intégrer les équations linéaires du premier degré aux différences partielles ; méthode qui dépend elle-même d'une équation aux différences mêlées remarquée par M. Parseval, qui en a donné le développement ».
Gratien de Semur dit qu'il avait annoncé l'existence et la position de Pallas : Parseval-Deschênes « plus de dix ans avant la découverte de la Pallas [sic, donc en 1792 ou avant] avait annoncé l'apparition de cette planète [l'astéroïde Pallas] d'après la constante étude qu'il faisait de la région céleste, où elle se montra en effet à l'époque qu'il lui assignait ».

### Vieillesse
« Après la mort de l'illustre Lagrange, auquel il servait de collaborateur bénévole dans la solution de ses problèmes transcendants, Parseval-Deschênes […] renonc[e] à ses travaux mathématiques » ; il se consacre à l'étude des fourmis. Gratien de Semur le met en scène décrivant deux de ces insectes se servant ensemble d'un brin d'herbe pour faire passer un monticule à un fardeau : « À la fin de son récit, Parseval-Deschênes se frottait les mains ; il trépignait d'aise et il ajoutait avec une expression de physionomie dont nous ne saurions donner une idée : « Ai-je bien fait de renoncer aux mathématiques ?… Les fourmis connaissent le levier d'Archimède » ».
Parseval des Chênes meurt à 81 ans. Il était le père d'un officier de marine distingué.

## Travaux
- « Mémoire sur la résolution des équations aux différences partielles linéaires du second ordre », (5 mai 1798).
- « Mémoire sur les séries et sur l'intégration complète d'une équation aux différences partielles linéaires du second ordre, à coefficients constants » (5 avril 1799).
- « Intégration générale et complète des équations de la propagation du son, l'air étant considéré avec ses trois dimensions » (5 juillet 1801).
- « Intégration générale et complète de deux équations importantes dans la mécanique de fluides » (16 août 1803). — Voir aussi l'erratum, p. 648.
- « Méthode générale pour sommer, par le moyen des intégrales définies, la suite donnée par le théorème de M. Lagrange, au moyen de laquelle il trouve une valeur qui satisfait à une équation algébrique ou transcendante » (7 mai 1804).

## Compléments